# Caesarine Kupfer-Gomansky

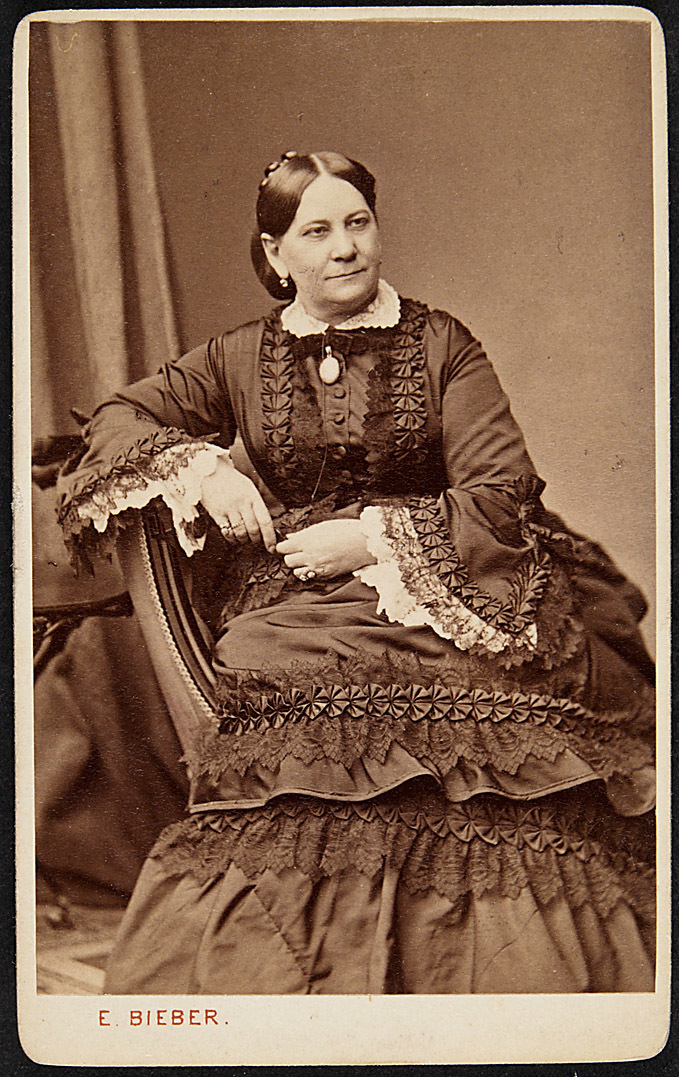
Caesarine Kupfer-Gomansky, Foto E. Bieber

Caesarine Kupfer-Gomansky, auch Cesarine Kupfer, geb. Cesarine Heigel (* 28. Dezember 1818 in Sigmaringen; † 1. April 1886 in Wien) war eine deutsche Schauspielerin.

## Leben
Caesarine Heigel war die Tochter des Schauspielers Cäsar Max Heigel (1848 in Paris verschollen). Sie begann ihre schauspielerische Laufbahn im Alter von 15 Jahren am Herzoglich sächsischen Hoftheater zu Coburg. Dort war sie vom 6. August 1834 bis zum 15. Dezember 1839 engagiert. Es folgten Engagements in Bremen, Leipzig und Köln und schließlich ab 1844 ein Engagement als „erste Liebhaberin“ am gerade gegründeten Thalia-Theater in Hamburg. Dort blieb sie bis 1850, danach war sie am Theater an der Wien (1850–54), am Theater Augsburg (1854–60) und in Pest (1860/61) angestellt. 1861 kehrte sie ans Thalia-Theater zurück, inzwischen im Rollenfach der „Mutter“ und „Anstandsdame“.
1872 wechselte Kupfer schließlich ans Wiener Hof-Burgtheater, wo sie bis in ihr Todesjahr blieb. Ihren letzten Auftritt am Burgtheater hatte sie am 9. Februar 1886 als „Frau Solange“ in Victorien Sardous Der letzte Brief.
Heigel heiratete 1846 in erster Ehe den Schauspieler Friedrich Gomansky (1814–1848). In zweiter Ehe war sie ab 1850 mit dem Cellisten Wilhelm Kupfer verheiratet.

## Rollen (Auswahl)
- Marie – Zurücksetzung (Karl Töpfer)
- Generalin – Mutter und Sohn (Charlotte Birch-Pfeiffer)
- Herzogin – Hans Lange (Paul Heyse)
- Herzogin – Der geheime Agent (Friedrich Wilhelm Hackländer)
- Fadet – Die Grille (Charlotte Birch-Pfeiffer)
- Meta – Minister und Seidenhändler (Eugène Scribe)
- Miss Reed – Die Waise aus Lowood (Charlotte Birch-Pfeiffer)
- Frau Solange – Der letzte Brief (Victorien Sardou)